# Liste der Biografien/Voe
Liste der Biografien |
Portal Biografien |
Personensuche
# |
A |
B |
C |
D |
E |
F |
G |
H |
I |
J |
K |
L |
M |
N |
O |
P |
Q |
R |
S |
T |
U |
V |
W |
X |
Y |
Z |
?
 
Va |
Vd |
Ve |
Vh |
Vi |
Vj |
Vl |
Vn |
Vo |
Vr |
Vs |
Vt |
Vu |
Vy
 
Voa |
Vob |
Voc |
Vod |
Voe |
Vof |
Vog |
Voh |
Voi |
Voj |
Vok |
Vol |
Vom |
Von |
Voo |
Vop |
Vor |
Vos |
Vot |
Vou |
Vov |
Vow |
Vox |
Voy |
Voz
Die Liste der Biografien führt alle Personen auf, die in der deutschsprachigen Wikipedia einen Artikel haben. Dieses ist eine Teilliste mit 80 Einträgen von Personen, deren Namen mit den Buchstaben „Voe“ beginnt.

## Voe

### Voec
- Voeckler, Thomas (* 1979), französischer Radrennfahrer und NationaltrainerThomas Voeckler (* 1979)

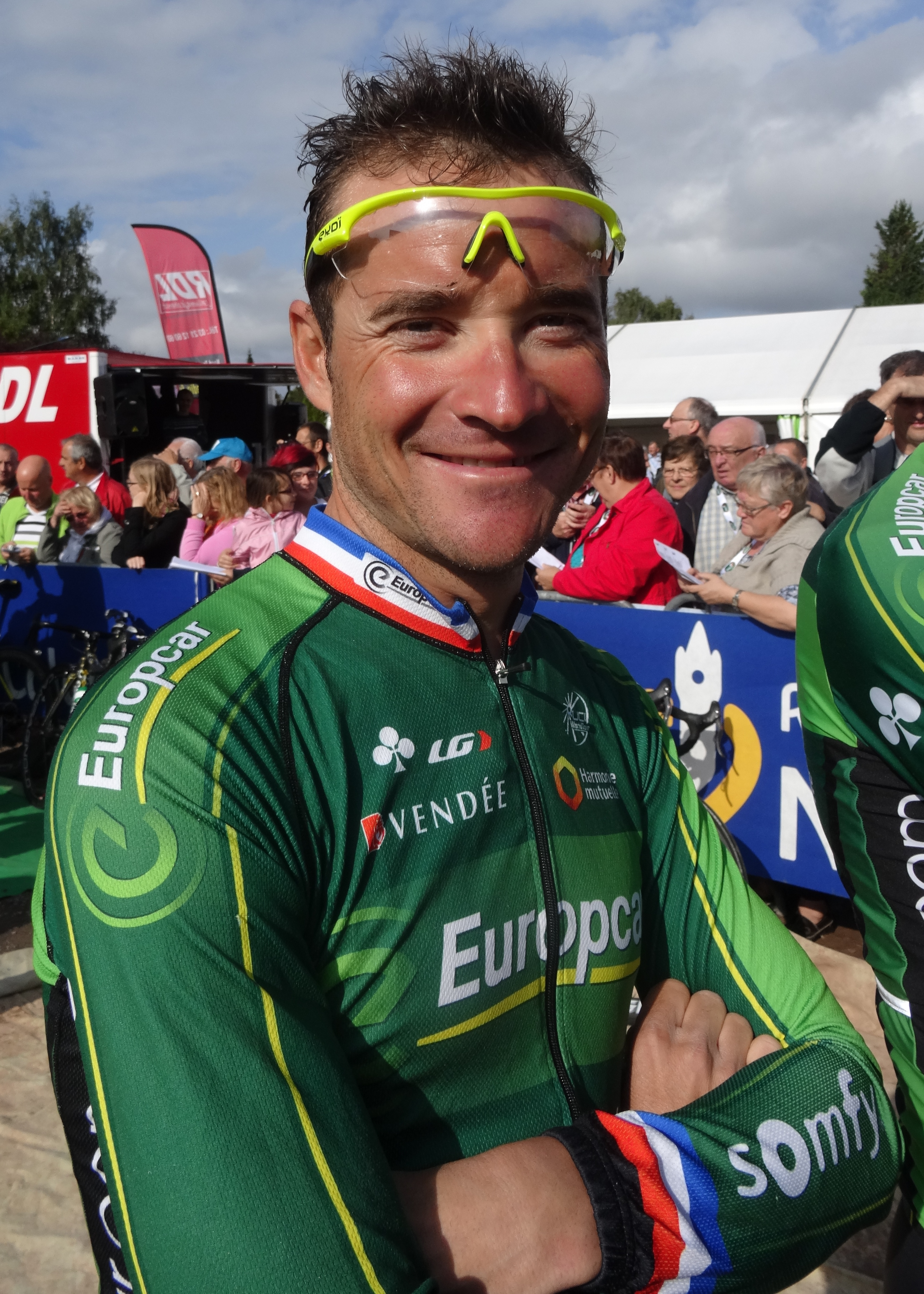
Thomas Voeckler (* 1979)

### Voeg
- Voeg, Adolph Hinrich (1766–1833), deutscher Advokat und Bürgermeister der Hansestadt Lübeck
- Voeg, Hermann Heinrich (1712–1800), deutscher Kaufmann und Ratsherr der Hansestadt Lübeck
- Voegele, Kate (* 1986), US-amerikanische Sängerin, Komponistin, Gitarristin und Pianistin
- Voegeli, Adolf (1898–1993), Schweizer Homöopath
- Voegeli, Jonas (* 1979), Schweizer Visueller Gestalter
- Voegeli, Max (1921–1985), Schweizer Schriftsteller
- Voegelin, Charles F. (1906–1986), amerikanischer Linguist und Anthropologe
- Voegelin, Eric (1901–1985), deutsch-amerikanischer Politologe, Philosoph und Hochschullehrer
- Voegelin, Fritz (1943–2020), Schweizer Komponist und Dirigent
- Voegt, Hedwig (1903–1988), deutsche Literaturwissenschaftlerin und Hochschullehrerin
- Voegtli, Julius (1879–1944), Schweizer Maler

### Voeh
- Voehl, Uwe (* 1959), deutscher Schriftsteller und Herausgeber

### Voel
- Voelcke, Sascha (* 2002), deutscher Fußballspieler
- Voelckel, Samuel (* 1564), deutscher Musiker und Komponist
- Voelcker, Conrad (1861–1930), deutsch-amerikanischer Verleger
- Voelcker, Ferdinand Julius (1796–1890), preußischer Generalmajor und Inspekteur der 7. Festungs-Inspektion
- Voelcker, Friedrich (1872–1955), deutscher Chirurg und Urologe; Hochschullehrer in Halle
- Voelckerling, Fred (1872–1945), deutscher Bildhauer und Maler
- Voelckers, Otto (1888–1957), deutscher Architekt
- Voélin, Pierre (* 1949), Schweizer Schriftsteller
- Voelke, André-Jean (1925–1991), Schweizer Philosophiehistoriker
- Voelkel, Helmut (1902–1945), deutscher Verwaltungsbeamter
- Voelkel, Johannes Richard (* 1971), deutscher Schauspieler
- Voelkel, Julian (* 1973), deutscher Leichtathlet
- Voelkel, Martin (1884–1950), deutscher evangelischer Pfarrer
- Voelkel, Riley (* 1990), US-amerikanisch-kanadische SchauspielerinRiley Voelkel (* 1990)

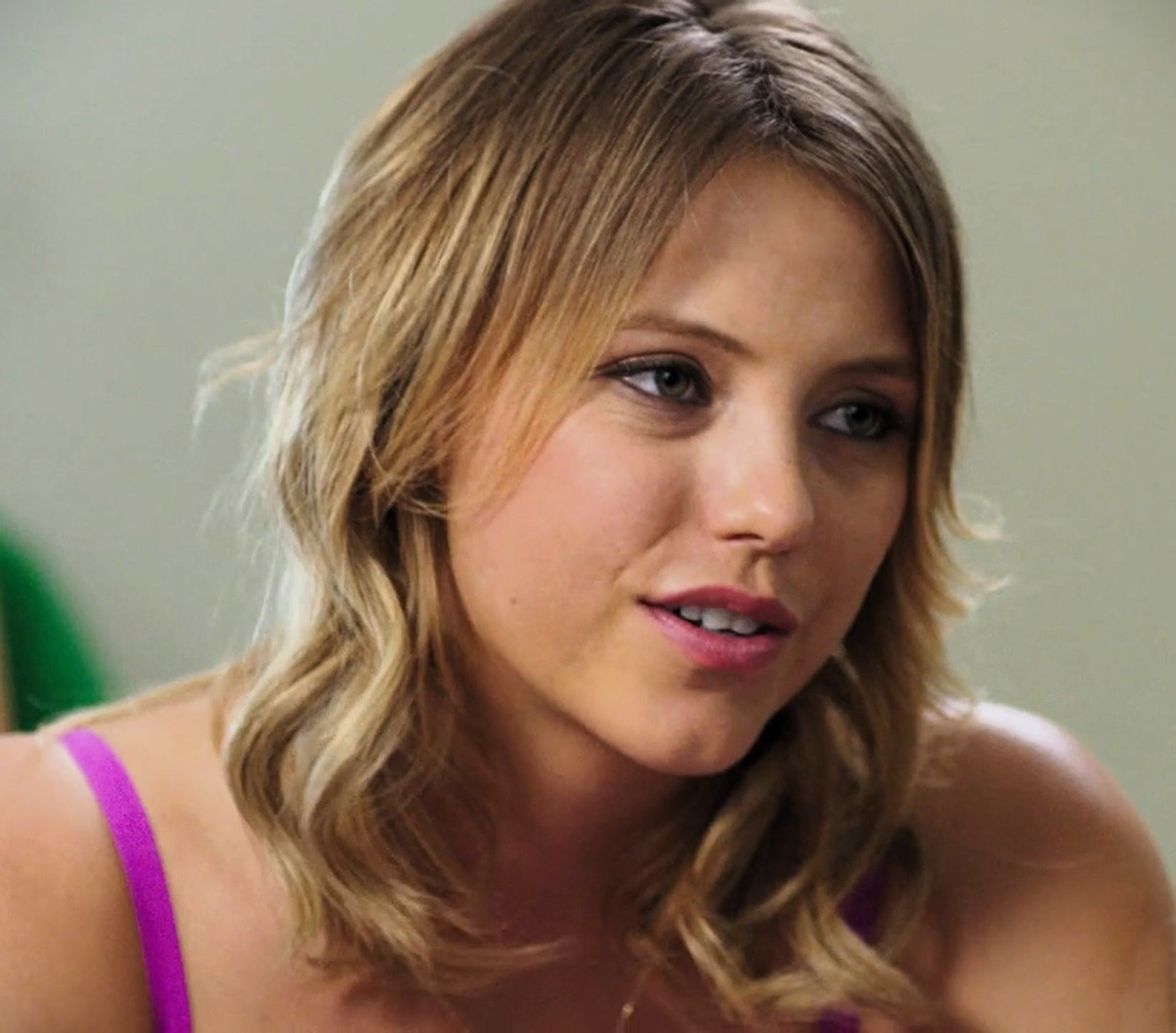
Riley Voelkel (* 1990)

- Voelker, Alexander (1913–2001), deutscher Politiker (SPD), MdA
- Voelker, Dietrich (1911–1999), deutscher Mathematiker und Hochschullehrer
- Voelker, Elke (* 1968), deutsche Kirchenmusikerin, Konzertorganistin und Musikwissenschaftlerin
- Voelker, Heidi (* 1969), US-amerikanische Skirennläuferin
- Voelker, Sven (* 1974), deutscher Grafikdesigner
- Voelkl, Wilhelm (1862–1912), österreichischer Politiker (DnP), Landtagsabgeordneter
- Voelklein, Joram (* 1973), deutscher Schauspieler
- Voelkner, Benno (1900–1974), deutscher Schriftsteller
- Voelkner, Christian Friedrich (1831–1905), deutscher Orgelbauer in Hinterpommern
- Voelkner, Hans (1928–2002), deutscher Geheimagent (DDR)
- Voelkner, Käte (1906–1943), deutsche Artistin und Widerstandskämpferin
- Voelkner, Paul, deutscher Orgelbauer in Pommern und Westpreußen
- Voelkner, Wolfgang (1933–2025), deutscher Ingenieur
- Voell, Paul (1935–2004), deutscher Schwimmer
- Voellmy, Erwin (1886–1951), schweizerischer Schachmeister und Mathematiker
- Voellmy, Fritz (1863–1939), Schweizer Maler
- Voellmy, Leny (1913–1984), Schweizer Beamtin und Verbandsfunktionärin
- Voellner, Günther (1910–1999), deutscher Gymnasiallehrer, Studienrat, Maler, Zeichner und Graphiker
- Voellner-Gallus, Lieselotte (1919–2003), deutsche Medizinerin und Bildhauerin
- Voelpel, Sven (* 1973), deutscher BetriebswirtschaftlerSven Voelpel (* 1973)

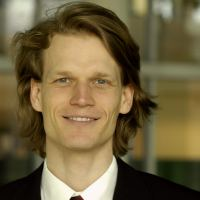
Sven Voelpel (* 1973)

- Voelter, Els (1895–1977), deutsche Unternehmerin und Nationalsozialistin
- Voelter, Heinrich (1817–1887), deutscher Erfinder und Papierfabrikant
- Voelter, Wolfgang (1936–2021), deutscher Biochemiker und Kunstsammler
- Voeltzkow, Alfred (1860–1947), deutscher Zoologe, Botaniker und Forschungsreisender
- Voelzke, Thomas (* 1956), deutscher Jurist, Richter am Bundessozialgericht

### Voep
- Voepel, Heinrich, Flugzeugbauer
- Voepel, Randy (* 1950), US-amerikanischer Politiker (Republikaner)

### Voer
- Voerg, Gus (1870–1944), US-amerikanischer Ruderer
- Voerg, Wilhelm (1833–1888), Landtagsabgeordneter Großherzogtum Hessen
- Voerkel, Stefan (* 1954), deutscher Kunsthistoriker, Kulturwissenschaftler und Verlagslektor
- Voerkel, Urs (1949–1999), Schweizer Jazzmusiker
- Voerman, Rob (* 1966), niederländischer Grafiker, Bildhauer und Installationskünstler
- Voerster, Emil (1829–1892), deutscher Verwaltungsbeamter und Rittergutsbesitzer
- Voerster, Johann Hermann († 1832), Munizipaldirektor der Stadt Mülheim an der Ruhr (1808–1813)
- Voerthmann, Harry (1938–2016), deutscher Zuhälter

### Voes
- Voest, Rik De (* 1980), südafrikanischer Tennisspieler
- Voeste, Anja (* 1965), deutsche Germanistin

### Voet
- Voet van Vormizeele, Kai (* 1962), deutscher Politiker (CDU), MdHB
- Voet, Bernhard († 1465), Domherr in Münster
- Voet, Carel Borchard (1728–1798), niederländischer Mediziner
- Voet, Henrike (* 1983), deutsche Juristin und Politikerin (CDU), Bürgermeisterin von Lohne (Oldenburg)
- Voet, Jacob Ferdinand († 1689), flämischer Porträtmaler
- Voet, Jan Hendrik (1793–1852), niederländischer Politiker und Generalmajor
- Voet, Johannes (1647–1713), niederländischer Jurist
- Voet, Nico van der (* 1944), niederländischer Wasserballspieler
- Voet, Paulus (1619–1667), niederländischer Philosoph und Rechtswissenschaftler
- Voet, Reinier (* 1962), niederländischer Jazzmusiker (Gitarre, Komposition)
- Voet, Wennemar († 1509), Vizedominus und Domherr in Münster
- Voeth, Markus (* 1968), deutscher Betriebswirtschaftler
- Voetius, Gisbert (1589–1676), reformierter Pfarrer und Theologieprofessor in Utrecht
- Voetmann, Hans Henrik (* 1950), dänischer Schauspieler
- Voetmann, Heinz (1928–2025), deutscher Politiker (CDU), MdL
- Voetz, Lothar (* 1945), deutscher Germanist und Hochschullehrer